# Edda Björgvinsdóttir
Guðbjörg Edda Björgvinsdóttir, född 13 september 1952 på Island, är en isländsk skådespelare.

## Filmografi (i urval)
- 1984 - Korpen flyger
- 1993 - Karlakórinn Hekla
- 2001 - Villiljós